# Corella (Navarre)
Pour les articles homonymes, voir Corella.
Corella (Koreila en basque), est une ville espagnole et une municipalité de la Communauté forale de Navarre. Elle est située dans la zone non bascophone de la province et à 92 km de sa capitale, Pampelune. Le castillan est la seule langue officielle alors que le basque n’a pas de statut officiel.

## Localités limitrophes
En Navarre, Fitero, Cintruénigo, Tudela et Castejón, et dans La Rioja, Alfaro.

## Démographie
| Évolution démographique                                 | Évolution démographique | Évolution démographique | Évolution démographique | Évolution démographique | Évolution démographique | Évolution démographique | Évolution démographique | Évolution démographique | Évolution démographique | Évolution démographique |
| 1996                                                    | 1998                    | 1999                    | 2000                    | 2001                    | 2002                    | 2003                    | 2004                    | 2005                    | 2006                    | 2007                    |
| ------------------------------------------------------- | ----------------------- | ----------------------- | ----------------------- | ----------------------- | ----------------------- | ----------------------- | ----------------------- | ----------------------- | ----------------------- | ----------------------- |
| 6 329                                                   | 6 458                   | 6 686                   | 6 820                   | 7 047                   | 7 298                   | 7 432                   | 7 493                   | 7 621                   | 7 713                   | 7 686                   |
| Sources: Corella et instituto de estadística de navarra |                         |                         |                         |                         |                         |                         |                         |                         |                         |                         |

## Patrimoine

### Patrimoine civil
- Mairie
- Maison-musée Arrese, dans laquelle on conserve une grande partie de la collection d’objets d’art et d’autres de valeur "obtenus" durant la dictature.
- Palais de Los Sesma ou maison de Las Cadenas
- Maison de Los Virto de Vera
- Maison de Los Beaumont de Navarra
- Maison des Marquis de Bajamar et Comtes de maison Lasquetty
- Palais des Aguado
- Maison des Escudero
- Maison des San Juan
- Maison où vécut Mariano José de Larra
- Maison des Sopranis

## Personnalités
- José Luis de Arrese (1905, Bilbao - 1986, Corella), phalangiste et ministre durant la dictature franquiste.
- Mariano Arigita y Lasa (1864-1916), canonisé, archiviste et grand historien de la Navarre.
- Antonio Catalán (1948-). Fondateur de NH hôtels[2] et actuel AC hôtels.
- Miguel Sanz (1952-), président du gouvernement de Navarre UPN-PP

### Sources
- (es) Cet article est partiellement ou en totalité issu de l’article de Wikipédia en espagnol intitulé « Corella » (voir la liste des auteurs).